# Christopher Jones (ator)
 William Frank Jones , mais conhecido como Christopher Jones (Jackson, 18 de agosto de 1941 - Los Alamitos, Califórnia, 31 de janeiro de 2014), foi um ator americano de teatro, cinema e televisão.
Ele nasceu em Jackson, no Tennessee, onde seu pai era um funcionário da mercearia e sua mãe, Robbie, era uma artista. Sua mãe tinha instabilidades emocionais, e a partir de 1945 passou a vida internada em um hospital especializado para tratamento de doenças mentais permaneceria lá até morrer em 1960 (quando Christopher tinha 19 anos);  ele e seu irmão passaram então a serem criados por parentes e, posteriormente, enviados ao orfanato Boys Town, onde ficou até os 16 anos, quando retornou à casa de seu pai que havia constituído nova família e passou a cuidar dos novos irmãos que seu pai teve com a nova esposa.
Alistou-se no Exército, onde serviu brevemente. A regimentação rigorosa do serviço militar não era o que ele havia planejado e, dois dias após se inscrever no Exército, de noite, impulsivamente agindo com vontade de ir a Nova York, ele roubou um carro e dirigiu-se para New Orleans, depois para Nova York, ao longo do caminho acabou por fazer uma parada em Indiana, no local de nascimento de James Dean, já que Christopher Jones achava ter aparência física deste . Acabou sendo dado por desertor como AWOL, o que levou a um período de encarceramento por cerca de seis meses. Depois de cumprir a sentença em uma prisão militar mudou-se para Nova York, onde começou sua carreira de ator.
Estudou no Actors Studio. Jones (adotando o nome artístico Christopher) fez sua estréia na Broadway em 17 de dezembro de 1961 em The Night of the Iguana de Tennessee Williams, dirigido por Frank Corsaro e estrelado por Shelley Winters.
Jones se mudou para Hollywood, onde foi lançado no papel principal da série de televisão The Legend of Jesse James, da American Broadcasting Company (ABC-TV). Quando a série terminou, ele aceitou o papel principal no filme de 1968 Pelos Mares do Mundo (Chubasco), de 1968, com Susan Strasberg interpretando a amante/esposa de seu personagem.  Seu casamento real não sobreviveu à filmagem, e ele se divorciou de Susan em 1968, desta união teve uma filha.
O próximo papel de atuação de Jones foi no filme Wild in the Streets (1968), que o impulsionou a fama. Jones também se tornou amigo da atriz Sharon Tate e do marido Roman Polanski. Mais tarde, ele relatou que ele teve um caso com Tate enquanto ela estava grávida do filho de Polanski e que ela teve uma premonição de sua morte (ela foi assassinada por membros da família Manson).
Depois de dois filmes na Europa com Pia Degermark (The Looking Glass War e Brief Season, 1969), Jones foi lançado pelo diretor David Lean em Ryan's Daughter (1970). Assim como vários atores que trabalharam com David Lean, Christopher Jones teve um relacionamento difícil com o diretor durante as filmagens; isso se intensificou quando a produção do filme demorou 12 meses, em vez dos seis esperados, porque David Lean aguardava a composição certa de nuvens ou a tempestade perfeita para preparar as filmagens. Durante a filmagem de Ryan's Daughter, Christopher foi drogado  por Sarah Miles. Mais tarde, o diretor Lean dublou a voz do ator no filme, causando uma má reputação para Jones. Depois que a filmagem de Ryan's Daughter terminou, Jones retornou da Irlanda para a Califórnia e abandonou sua carreira de ator.
Tempos depois, o diretor Quentin Tarantino ofereceu para Jones uma participação no filme Pulp Fiction (1994), mas o ator recusou. Todavia, Jones fez uma aparição na comédia policial  Prazer em Matar-Te (Mad Dog Time), de 1996, para seu amigo diretor/ator Larry Bishop. Nos últimos anos, ele teve uma carreira como artista plástico e escultor; pintou, art deco e escultura clássica romana em barro e teve uma vida familiar, vivendo silenciosamente na praia com seus filhos.
Christopher Jones morreu em 31 de janeiro de 2014, aos 72 anos, devido a complicações decorrentes do câncer da vesícula biliar. Foi enterrado no enterrado no Hollywood Forever Cemetery, o cemitério das celebridades localizado em Los Angeles.